# 황궈수 (1964년)
황궈수(중국어 정체자: 黃國書, 병음: Huáng Gúoshū, 1964년 1월 3일 ~ )는 타이완의 정치인이다. 2010년 타이중시 제10선거구 및 2015년 타이중시 제6선거구의 입법위원으로 당선된다.